# Bachia oxyrhina
Bachia oxyrhina é uma nova espécie de Bachia, do grupo bresslaui, foi descrita na Estação Ecológica Serra Geral do Tocantins, uma área de proteção nos centros dos Cerrados brasileiros do estado do Tocantins. A nova espécie é mais parecida com a Bachia psamophila da qual difere na morfologia dos membros, na cabeça e na escala corporal. Como em Bachia psamophila, o focinho/nariz em forma de pá da nova espécie é altamente proeminente, uma adaptação relacionada aos seus hábitos psamófilos (Que tem preferência por solos arenosos ou pelo fundo arenoso de ambientes aquáticos).
Os lagartos gnoftalmídeos fósseis do gênero Bachia não possuem uma abertura externa da orelha, têm um corpo alongado e cauda, apresentam uma pálpebra distinta e mostram variação substancial nos níveis de redução de membros (Colli et al. 1998; Kohlsdorf & Wagner 2006; Rodrigues et al. 2007). O gênero foi revisado pela última vez com base em atributos de Dixon (1973) que reconheceram 15 espécies e 12 subespécies que foram alocadas em quatro espécies grupos: bresslaui, dorbignyi, heteropa e flavescens. Desde então, a taxonomia de Bachia tem sido amplamente baseada na revisão de Dixon, embora o status de várias espécies tenha sido reavaliado e novas espécies tenham sido descrito (Hoogmoed & Dixon 1977; McDiarmid & DeWeese 1977; Avila-Pires 1995; Kizirian & McDiarmid 1998; Castrillon & Strussmann 1998; Rodrigues et al. 2007).

## Etimologia
O nome específico deriva do grego “oxi” (afiado, espatulado, em forma de cunha) e “Rhino” (nariz), sendo uma referência ao nariz pronunciado em forma de cunha desta espécie, uma adaptação à vida em habitats arenosos onde ocorre.

## Material e Métodos
As medidas de comprimento foram realizadas após a fixação no mm mais próximo com uma régua; contagens de escamas e observações de outros caracteres morfológicos foram realizados com um estereomicroscópio Zeiss STEMI SV6. Nomenclatura da escama segue Dixon (1973). O hemipênis foi preparado seguindo os procedimentos descritos por Manzani e Abe (1988), modificado por Pesantes (1994) e Zaher (1999). O músculo retrator foi separado manualmente e o órgão sempre cheio de vaselina manchada de petróleo. As estruturas calcárias hemipenianas foram coradas em solução alcoólica de alizarina vermelha por 24 horas, em uma modificação dos procedimentos descritos por Uzzel e Barry (1971) e Uzzel (1973). A terminologia hemipeniana segue Dowling e Savage (1960), Savage (1997) e Myers e Donnely (2001, 2008). No campo, os dados de temperatura foram obtidos com um modelo de data logger HOBO Pro; as temperaturas foram registradas em intervalos contínuos de uma hora. Todas as amostras de Bachia utilizadas para comparações estão atualmente localizadas no MZUSP (Museu de Zoologia da Universidade de São Paulo) e CHUNB (Coleção Herpetológica da Universidade de Brasília).
Holótipo: MZUSP 98086 (Fig. 1), macho adulto do Morro do Fumo, Estação Ecológica Serra Geral do Tocantins (10 ° 51’58,41 "S, 46 ° 49’9,07" W), Município De Mateiros, Estado de Tocantins, Brasil, coletado por Miguel Trefaut Rodrigues, Agustín Camacho, Pedro Murilo Sales Nunes, Renato Sousa Recoder, Mauro Teixeira Jr., Paula H. Valdujo, José Mário B. Ghellere, Tamí Mott & Cristiano Nogueira em 15 de Fevereiro Dde 2008. Número do campo PHV 2208.

## Comparações com outras espécies do grupo
Bachia oxyrhina é caracterizada e diferenciada de grande parte das demais espécies do grupo pela ausência de pré-frontais, cinco supralabiais, a única que tem a porção anterior da escama nasal fundida ao primeiro supralabial e o menor número de escamas ao redor do corpo (29- 30 vs. 33-47 em outras espécies). Bachia oxyrhina se assemelha mais a B. psamophila e B. micromela, especialmente pelo focinho pronunciado e proeminente em forma de cunha. Além dos caracteres acima mencionados, Bachia oxyrhina difere de algumas espécies por apresentar o segundo par de escudos no queixo amplamente separados na linha média. O contato entre supralabiais e parietais é variável. Essa condição varia em Bachia oxyrhina quando é o quinto supralabial que entra pontualmente em contato com o parietal ou seu contato é impedido  por um leve contato entre o pós-ocular e o temporal. B. oxyrhina têm somente uma escama apical no membro anterior e o membro posterior termina com uma escama apical. 

## Descrição do Holótipo
(Fig. 1) Corpo alongado, com uma leve constrição cervical na cabeça, focinho altamente proeminente e em forma de cunha, cauda mais longa que o corpo.  Rostral ampla, proeminente, em contato com o supralabial, nasal e nasal frontal. Visto de cima a rostral tem o dobro tanto de altura quanto de largura; na vista lateral projeta-se amplamente na direção anterior, formando uma superfície horizontal ventralmente ao nível da superfície ventral dos lábios superiores. 
Trapezoidal frontonasal, mais largo que longo, mais largo posteriormente, contatando a rostral, nasal, primeiro supraocular e frontal. Pré-frontais ausentes. Pentagonal frontal, maior que largo, com margem anterior reta, tão largo quanto e em amplo contato com o frontonasal; margens laterais retas a ligeiramente côncavas, em contato de cada lado com o primeiro supraocular; posteriormente angulosa, em contato amplo com os parietais e em curto contato com interparietal. Frontal mais de quatro vezes mais largo que o supraocular anterior. Frontoparietais ausentes. Interparietal estreito, mais longo que largo, sub-retangular ligeiramente mais largo posteriormente, mais curto que frontal e parietais. Parietais muito grandes, mais longas que largas, ligeiramente mais longas e mais largas que frontais, aproximadamente pentagonais, suas margens anterior profundamente recuada e em amplo contato com a frontal, externamente está em contato com o primeiro e o segundo supraoculares, o pós-ocular, o sexto supralabial, um temporal grande e longo e os dorsais; internamente entra em contato frontal e interparietal. As bordas posteriores de interparietais e parietais e dorsais coincidem com uma ligeira constrição cervical transversal na região occipital. Dois supraoculares, o primeiro maior, cerca de três vezes mais comprido do que largo, em contato com frontal, frontonasal, nasal, loreal, primeiro supercílio, segundo supraocular e parietal. Segundo supraocular menor, acima do segundo superciliar, mais longo que largo, separado do frontal pelo leve contato entre parietal e primeiro supraocular. Dois superciliários, o primeiro mais longo, suas suturas coincidem com aquela entre as supraoculares. Nasal grande, mais longa que alta, sua sutura com a parte posterior do primeiro supralabial completo, anteriormente à narina, fundido ao primeiro supralabial, forma um nasolabial incompleto. Parte nasal deste nasolabial incompleto claramente visto de cima; acima do primeiro e do segundo supralabiais. Narina no primeiro terço da margem inferior do nasal, recuando profundamente a sutura com a parte posterior do primeiro supralabial. escama loreal aproximadamente quadrangular, em contato com nasal, primeiro supraocular, primeiro superciliar, pré-ocular, subocular e segundo e terceiros supralabiais. Cinco supralabiais, terceiro e quarto na região orbital, quinto o maior e mais largo, entrando em contato pontualmente parietal. Um subocular longo, mais amplo posteriormente. Pálpebra presente com um disco semitransparente sem divisão. Um pós-ocular grande e alongado entre o quarto e o quinto supralabiais e parietal. Uma escala temporal ampliada, mais longa que larga, entre parietal e quinto labial, em amplo contato com parietal. Abertura da orelha ausente. Todas as escamas da cabeça são lisas e justapostas com órgãos sensoriais dispersos. 

Escama Mental aproximadamente trapezoidal, mais largo que longo, ligeiramente mais longo que a superfície ventral da rostral. pós mental heptagonal, tão longo quanto largo. Dois pares de escudos de queixo, ambos em contato com os infralabiais; o par anterior menor, em amplo contato na linha média; o  segundo  par é amplamente separado por um par simétrico de pregulares alargadas, achatadas, alongadas e dispostas diagonalmente. Cinco infralabiais, o primeiro sendo  o menor, o segundo, terceiro e quarto aproximadamente o mesmo tamanho. Gulares lisos, imbricados, arredondados posteriormente, em oito linhas transversais; Escamas das fileira gulares aumentando gradualmente em tamanho em direção à região inter-braquial. Região inter-braquial com quatro escamas, as centrais maiores, duas vezes mais longo que largo. Escamas laterais do pescoço sub-retangulares, lisas, imbricadas, ligeiramente arredondadas posteriormente e maior em tamanho do que em largura, dispostas em filas transversais regulares e tornando-se gradualmente semelhantes às dorsais adjacentes ou escalas ventrais. Dobra de colar ausente.

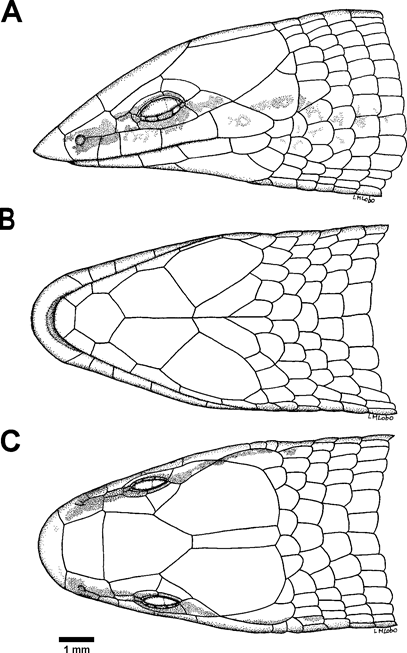
FIGURA 1. Vistas lateral (A), ventral (B) e dorsal (C) da cabeça do holótipo de Bachia oxyrhina sp. nov. (MZUSP 98086).

Escamas dorsais imbricadas e dispostas em filas transversais regulares; suave, sub-retangular e mais largo na região occipital, tornando-se progressivamente mais estreito, mais alongado e arredondado em direção ao nível dos membros anteriores e depois, mais longo, hexagonal, lanceolado, com quilha forte, com lados laterais quase justapostos. Quarenta e cinco linhas transversais entre interparietais e o nível dos membros posteriores. Escamas laterais aproximadamente do mesmo tamanho que dorsais, porém suaves e menos acuminado; aqueles mais próximos dos ventrais um pouco mais largos. Uma área distinta com escamas granulares envolve a área de inserção do braço e a parte posterior da inserção da perna. Trinta escamas em torno do corpo. Escamas ventrais lisas, imbricadas longitudinalmente, justapostas lateralmente, quase quadrada logo após a fileira inter-braquial, tornando-se gradualmente mais longa que larga, arredondada posteriormente, depois do meio do corpo mais estreito; 34 linhas transversais de inter-braquiais (excluídos) para pré-anal. Cinco escamas na parte posterior da placa pré-anal, a central sendo maior. Um poro pré-nasal e um femoral de cada lado. 

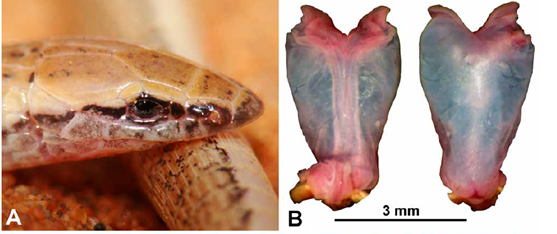
FIGURA 2. Bachia oxyrhina sp. nov .: (A) Close da cabeça (MZUSP 98083), observe a ausência de sutura entre a parte anterior da escama nasal e o primeiro supralabial; (B) Lados sulcado (esquerda) e não sulcado(direita) do hemipênis esquerdo.

Escamas de cauda semelhantes às dorsais do corpo médio, quilhadas, lanceoladas, fortemente imbricadas. 
Membros anteriores rudimentares, estiliformes, cobertos por escamas lisas e imbricadas, terminando em uma única escala apical. Comprimento do membro anterior igual à largura de uma linha de escamas laterais. O membro posterior também é estiliforme, mas maior que o membro anterior, coberto por escamas lisas, grandes e imbricadas, terminando em uma escala apical; comprimento equivalente a uma faixa de escamas e meia. Um poro femoral presente em cada lado.
Superfícies dorsais e laterais do corpo e cauda quase uniformemente creme a marrom claro com melanóforos. Partes ventrais do corpo e da cauda com coloração creme.
Hemipênios parcialmente evertidos, bilobados, sulco espermático central em posição, estendendo-se da base de orgão para lóbulos, faces sulcada e não sulcada  lisas e sem papilas ou espinhos.
Medições do holótipo: Comprimento do focinho: 65 mm; comprimento da cauda (regenerado): 85 mm.

## Variação
Os tipos de séries é bastante homogêneo, mostrando uma leve variação no número de escamas dorsais (42-45), escamas ventrais (34-36), escamas ao redor do corpo (29-30), e linhas de escamas gulares (6-8).  Assim como o holótipo, todos os outros espécimes têm o primeiro supralabial parcialmente fundido com o nasal, dois superciliares, cinco supralabiais, cinco infralabiais, cinco escamas preanais, um poro preanal, e ambos os membros, anterior e posterior terminando em uma escama apical. Todos os machos tem um poro femoral de cada lado; esses são ausentes nas fêmeas. Em dois espécimes (MZUSP 980880 e 98081) o primeiro supraocular está fundido com o aloreal do lado esquerdo.  Existe também outra variação em relação ao contato entre os labiais e os parietais. Como no holótipo, em geral o quinto supralabial entra em contato pontualmente com o parietal, exceto em certos casos quando existe um contato entre o pós-ocular e o temporal. Esse é o caso do MZUSP 980881, que no lado direito do holótipo possui um leve contato entre o pós-ocular e o temporal, e o MZUSP 980802 e 98083 onde o contato é maior. O comprimento máximo do focinho varia entre 61-80 mm, o maior espécime é uma fêmea. Apesar de o holótipo ser quase de um creme homogeneamente impecável, outros espécimes mostraram em geral duas leves faixas dorsolaterais simétricas duas a duas e meia escama de largura se estende a partir da escama parietal até o final da cauda, mostrando em geral um padrão de cor mais escuro. Entre eles, existe uma faixa marrom visivelmente mais larga, porém irregular, se estendendo da borda posterior da escama interparietal a ponta da cauda. Listras longitudinais escuras e claras são mais visíveis anteriormente onde as listras claras são limitadas abaixo e acima por uma barreira escura. Partes laterais do corpo é creme com retículo marrom claro espalhado. 
Hemipênis de um dos paratipos (MZUSP 98084) foram parcialmente destruídos durante a preservação e o hemipênis esquerdo foi preparado (Fig. 2B). O órgão é relativamente pequeno, estendendo-se ao longo de aproximadamente quatro linhas subcaudais (4mm). É levemente bilobado, com a ponta distal do músculo retrator dividida. O  corpo hemipenial é globoso, ligeiramente em forma de Y, terminando em dois lobos pequenos e simétricos cercados por uma dobra fina e carnuda. O sulco espermático é amplo, de posição central, origina-se na base do órgão e prossegue em linha reta em direção aos lobos. Na ponta distal do corpo hemipenial, o sulco é dividido em dois ramos. Nos lobos, os ramos do sulco correm entre dobras em forma de S, terminando na ponta. As faces sulcada e não sulcada do órgão são completamente lisas, sem pústulas evidentes, papilas, cristas, cálice, espinhos mineralizados ou fusos, mesmo após imersão em uma solução Alizarin Red por 24 horas. A ausência de ornamentação hemipenial é semelhante à condição relatada para Bachia trisanale e B. intermedia (Presch 1978).

## Distribuição e história natural
A área de estudo está situada próxima às fronteiras dos estados do Tocantins, Maranhão. Piauí e Bahia, sendo normalmente mencionada como a região do Jalapão. O Jalapão, composto por aproximadamente 53.300 km², consiste em extensas depressões de areia quartzíticas, resultado da erosão dos planaltos areníticos da Serra Geral e da Chapada das Mangabeiras, e é drenado pelas nascentes das bacias dos rios Tocantins e São Francisco (SEPLAN 2003). Resíduos de arenitos isolados e altamente erodidos são frequente nas planícies depositadas e representam evidências do planalto anteriormente contínuo (Ribeiro et al. no prelo).  O Jalapão é considerado uma das três áreas mais bem preservadas do domínio do Cerrado, no Brasil Central (Cavalcanti & Joly 2002). A Estação Ecológica da Serra Geral do Tocantins (EESGT) é uma unidade de conservação criada em 2001 que protege 7163,06 km² das planícies depositadas e parte da Serra Geral, sendo a segunda maior área federal protegida do Cerrado. A vegetação no Jalapão e na EESGT é típica do domínio do Cerrado, e caracteriza-se por extensas pastagens, savanas abertas e savanas típicas do "cerrado" (campo sujo, campo cerrado e cerrado sensu stricto, respectivamente, Oliveira-Filho & Ratter 2002) (Figuras. 3A, 3B), intercalados por pântanos de palmeiras (dominado pela palmeira Mauritia flexuosa) e florestas de galerias ao longo do curso d´água. 
Duas regiões principais foram amostradas na EESGT: uma porção sul, mais baixa, localizada principalmente no município de Almas, estado do Tocantins, e uma porção nordeste, localizada no município de Formosa do Rio Preto, no estado da Bahia, nas porções mais altas da EESGT no planalto da Serra Geral. Nove linhas de armadilha, contendo cinco conjuntos de armadilhas cada, foram instaladas em cada região. Cada conjunto de armadilhas consistia em quatro baldes de 35 litros colocados em forma de Y e conectados por cercas . Um total de 180 baldes foram utilizados em cada local, que permaneceu aberto por nove dias consecutivos no sul (27/janeiro a 04/fevereiro/2008) e na porção nordeste (08-16/fevereiro/2008), totalizando um esforço equivalente a 3.240 baldes/dia. As armadilhas cobriram as principais fisionomias presentes na região do EESGT, que vão desde pastagens, com poucas árvores pequenas espalhadas, até o típico Cerrado, com camada herbácea descontínua e manchas de serrapilheira. Pântanos de palmeiras e florestas de galerias também foram amostrados. Além disso, foi realizada busca ativa em torno das linhas e ao longo das estradas que atravessam o EESGT. Embora tenhamos visto rastros de Bachia oxyrhina (Fig. 3C) ao longo dos diferentes habitats amostrados na parte sul da EESGT, exceto em pântanos de palmeiras e florestas de galerias, apenas quatro espécimes foram coletados nas linhas de armadilhas, todas em altitudes mais baixas na parte centro-sul da estação (Fig. 4). Dois indivíduos adicionais foram coletados manualmente cavando a superfície da areia, um no local sul, e outro na parte central da estação, adjacente ao "Morro do Fumo", um dos planaltos de arenito relictual e altamente corroídos da área. Apesar de savanas de solo arenoso e habitats de savana mais denso, similares àqueles do sul, fossem amostrados também na parte do nordeste da estação, nenhum espécime ou trilhas foram encontrados. Isso é reforçado pela ausência da espécie em todos os outros levantamentos herpetológicos anteriores realizados na zona norte da região do Jalapão (Vitt et al. 2002; Vitt et al. 2005; Mesquita et al. 2006; Nogueira 2006). A única amostragem de lagartos da EESGT foi realizada em março a abril de 2003 por um de nós (CN) como parte de um estudo sobre a diversidade de lagartos do Cerrado (Nogueira 2006; Nogueira et al. no prelo), nos limites do extremo norte da área protegida, ao norte do Morro do Fumo, em depressões associadas à drenagem do Rio Novo, um dos principais cursos d'água do Jalapão. Utilizando o mesmo método geral de amostragem (armadilhas de 35 litros com cercas, em diferentes tipos de habitat), foram coletados 490 espécimes de lagartos de 14 espécies (ver resultados em Nogueira et al. no prelo), após 3.600 baldes/dias de armadilhas e coleta manual em quinze dias de trabalho de campo. Nesta amostragem precedente, nenhum espécime de Bachia foi obtido. Além disso, não foram observadas trilhas nesses locais nas depressões do Rio Novo, sugerindo que a nova espécie é rara ou ausente fora da porção sul do EESGT, que anteriormente não era amostrada.
Bachia oxyrhina parece habitar a camada superficial de solos arenosos, pois muitas trilhas podem ser facilmente encontradas em solos arenosos expostos na estação. Frequentemente, foram observadas trilhas em terreno aberto, de um arbusto para outro, indicando locomoção subsuperficial do solo. Durante a pesquisa, medimos a temperatura de hora em hora usando um registrador de dados HOBO, com um sensor colocado a 1 cm de profundidade na areia exposta, próximo a uma das linhas onde dois espécimes de Bachia oxyrhina foram capturados em armadilhas. A temperatura média foi de 26,32ºC, variando de 21,33ºC a 42,46ºC (sd = 4,83ºC, n = 192). Esses dados representam uma estimativa grosseira das temperaturas que as espécies podem encontrar na areia.
Uma larva Scotinus sp. (Tenebrionoidea, Coleoptera) foi regurgitada pelo holotipo durante a fixação. O fato de apenas quatro indivíduos terem sido obtidos a partir de armadilhas, apesar do esforço relativamente grande, não é surpreendente dado que os indivíduos do gênero Bachia geralmente não são abundantes em  pesquisas herpetológicas (Colli et al. 1998; Nogueira 2006; Pavan 2007; Rodrigues et al. 2007). No entanto, como muitas trilhas foram vistas durante a estação é difícil dizer se essa espécie é rara. Considerando que estava chovendo durante parte do tempo em que as armadilhas estavam abertas, preferimos não usar nossos resultados de amostragem para inferir a densidade real da espécie.

## Discussão
Na ausência de uma filogenia explícita, é impossível ter certeza sobre as relações de Bachia oxyrhina. (árvore filogenética) obtida por Kohsdorf e Wagner (2006) inclui 15 táxons, mas apenas Bachia bresslaui e Bachia scolecoides do grupo bresslaui. Bachia bresslaui foi recuperado na base da árvore considerando que Bachia scolecoides estava aninhado no nó mais derivado, irmã de B. huallagana do grupo dorbignyi. Essas duas últimas espécies também foram recuperadas como irmãs de Bachia alleni do grupo heteropa na topologia (B. alleni (B. scolecoides + B. huallagana)), e ambos os nós foram fortemente suportados. Esses resultados indicam que Bachia scolecoides pode ser extraviado no grupo bresslaui. De fato, Bachia scolecoides, Bachia pyburni e Bachia panoplia são as únicas espécies com escamas pré-frontais incluídas no grupo. As espécies do grupo bresslaui sem pré-frontais são Bachia oxyrhina, Bachia bresslaui, Bachia cacerensis, Bachia micromela e Bachia psamophila. Os padrões de morfologia dos membros são distintos entre essas espécies. Bachia cacerensis é único por ter quatro escamas apicais sem dedos que se assemelham aos dedos no membro anterior. Bachia bresslaui, Bachia micromela, Bachia oxyrhina e Bachia psamophila têm um membro anterior muito diferente terminando em uma única escama apical. As diferenças são mais pronunciadas no membro posterior, onde Bachia psamophila é a única espécie com quatro dedos em garras; na micromela de Bachia, o membro posterior termina em duas escamas apicais, e apenas um em Bachia bresslaui e Bachia cacerensis. Apesar das diferenças na morfologia dos membros posteriores, Bachia oxyrhina fenotipicamente é mais semelhante à Bachia psamophila. Nas duas espécies, o segundo par de escudos do queixo é separado ou em leve contato na linha média, enquanto eles estão em amplo contato nas outras espécies. Contudo, a semelhança mais marcante entre Bachia psamophila e Bachia oxyrhina é o focinho em forma de cunha, uma adaptação clara à locomoção subaerial em habitats arenosos (Rodrigues 1991; Rodrigues et al. 2007). O fato de duas espécies fossoriais com um focinho altamente projetado e uma morfologia distinta dos membros posteriores viverem em habitats geograficamente próximos e ecologicamente semelhantes é intrigante. Eles são, de fato, intimamente relacionados? Eles têm preferências semelhantes de microhabitat e modos de locomoção ou forrageiam de maneira diferente em habitats semelhantes? Embora padrões distintos de redução de membros em espécies de Bachia que vivem no mesmo habitat tenham sido geralmente hipoteticamente associados a diferentes estratégias locomotoras causadas pelo uso de diferentes microhabits (Kolsdorf; Wagner, 2006), outras causas podem ser invocadas para explicar esse padrão.
Bachia cacerensis, B. bresslaui, B. psamophila, B. micromela, e B. oxyrhina estão associadas a diferentes regiões geográficas dos cerrados brasileiros (Fig. 4). Bachia bresslaui é amplamente distribuída, Bachia cacerensis é restrita à área do Pantanal e as outras três espécies são restritas a habitats arenosos na região central de parte do estado do Tocantins. Bachia oxyrhina é conhecida apenas a partir de habitats arenosos na Estação Ecológica Serra Geral do Tocantins, uma área protegida nos Cerrados nas cabeceiras dos afluentes da margem leste do Rio Tocantins. Bachia psamophila e Bachia micromela foram descritas recentemente a partir de habitats arenosos a margem oeste do rio Tocantins. É interessante notar que as três últimas espécies foram recentemente coletadas e são possivelmente endêmicas para habitats arenosos isolados. A possível restrição a blocos isolados de solos deposicionais arenosos concordaria com descrições anteriores dos padrões de abundância e distribuição de lagartos do Cerrado, em grande parte, dependente da estrutura horizontal irregular dos mosaicos de habitat natural (ver Colli et al. 2002; Nogueira 2006; Pavan 2007; Nogueira et al. no prelo.), e fortemente influenciado por variações drásticas na estrutura da vegetação, topografia e elevação. Contudo, ainda é necessária uma amostragem mais detalhada para entender os limites da distribuição local de Bachia na região do Jalapão, caracterizada pelo contato complexo de planaltos e depressões deposicionais. Embora habitats arenosos semelhantes nas Caatingas do nordeste do Brasil tenham sido reconhecidos como uma área rica em escamados endêmicos (Rodrigues 1996; Rodrigues & Juncá 2002), esse não foi o caso dos Cerrados (mas ver indicações em Colli et al. 2002; Colli et al. 2003). As novas espécies de Bachia recentemente descobertas em áreas arenosas dentro dos Cerrados sugerem que esses habitats podem ser mais ricos do que se pensava anteriormente e devem ser alvo de preocupações especiais em pesquisas e medidas de conservação.